# Лакей Ипполит
«Лакей Ипполит» (венг. Hyppolit, a lakáj) — венгерский чёрно-белый художественный комедийный фильм, снятый в 1931 году режиссёром Стивом Секели по одноимённой пьесе Иштвана Загона. Одни из первых звуковых фильмов Венгрии, в 2000 году фильм был включён в т. н. «Будапештскую дюжину» лучших фильмов венгерской кинематографии.

## Сюжет
Матьяш Шнайдер — богач-выскочка простонародного происхождения, предприниматель в области транспорта, сделавший быстро себе состояние. Его жена пытается подражать манере поведения аристократов. После того, как она встречает образованного лакея Ипполита, который служил графу на протяжении 27 лет и путешествовал по миру, жизнь Шнайдеров меняется. Теперь Матьяшу приходится сбрить усы, начать носить смокинг и пробовать французскую кухню вместо жареного гуся с луками, а Ипполит заставляет жену Матьяша заниматься спортом и сидеть на диете.
Дочь Матьяша, Терка, влюбляется в их управляющего делами Иштвана Бенедека, бывшего водителя и (он хранит это в тайне) дипломированного инженера. Мать Терки хочет выдать её замуж за воспитанного, но тупого Макаца, чей дядя работает городским советником и может помочь Шнайдерами в финансовом плане. Шнайдер же, следуя советам Ипполита, начинает встречаться с танцовщицей и певицей Мими, но не успевает на свидание с ней. Девушка попадает на виллу Шнайдеров, где проходит ужин с важными гостями (в том числе с городским советником) и закатывает скандал. Терка же готова на всё, чтобы стать женой Иштвана...

## В ролях
- Дьюла Чортош — Ипполит
- Дьюла Кабош — Матьяш Шнайдер
- Мици Харасти — жена Шнайдера
- Эва Феньвешшь — Терка, дочь Матьяша
- Дьюла Гозон — Макац, ухажёр Терки
- Мици Эрдейи — Мими, танцовщица в клубе
- Пал Явор — Иштван Бенедек
- Шандор Гот — городской советник
- Эрнё Сенеш — Тобиаш
- Марча Шимон — Юлча
- Енё Херцег
- Иштван Баршонь
- Лайош Гардоньи
- Ференц Пазман
- Андор Шарошши
- Элвира Хорват — учительница физкультуры
- Золтан Макларь
- Ласло Ребергер — повар
- Густав Вандорь

## Показ
Фильм был показан в кинотеатрах Венгерской Народной Республики в 1945, 1956 и 1972 годах, но и по сей день фильм популярен в Венгрии. В 2008 году фильм был оцифрован при помощи Национального киноархива Венгрии и вышел на DVD- и Blu-ray.